# ÖFB-Cup 1994-1995
La ÖFB-Cup 1994-1995 è stata la 61ª edizione della coppa nazionale di calcio austriaca.

## Ottavi di finale
| Squadra 1      | Risultato       | Squadra 2          |
| -------------- | --------------- | ------------------ |
| 14 aprile 1995 |                 |                    |
| Hartberg       | 0 - 0 (5-4 dtr) | Vorwärts Steyr     |
| 15 aprile 1995 |                 |                    |
| Spittal/Drau   | 3 - 3 (5-4 dtr) | LASK               |
| FavAC          | 1 - 0           | Ried               |
| Kundl          | 0 - 2 (dts)     | Austria Vienna     |
| Braunau        | 1 - 3           | Grazer AK          |
| Stockerau      | 0 - 1           | Leoben             |
| VSE St. Pölten | 0 - 2           | Austria Salisburgo |
| 16 aprile 1995 |                 |                    |
| Wörgl          | 2 - 3           | Rapid Vienna       |

## Quarti di finale
| Squadra 1     | Risultato       | Squadra 2          |
| ------------- | --------------- | ------------------ |
| 2 maggio 1995 |                 |                    |
| Leoben        | 2 - 1           | Austria Vienna     |
| Grazer AK     | 0 - 0 (4-5 dtr) | Rapid Vienna       |
| Hartberg      | 1 - 0           | FavAC              |
| Spittal/Drau  | 0 - 2           | Austria Salisburgo |

## Semifinale
| Squadra 1      | Risultato | Squadra 2          |
| -------------- | --------- | ------------------ |
| 16 maggio 1995 |           |                    |
| Hartberg       | 0 - 1     | Leoben             |
| Rapid Vienna   | 2 - 0     | Austria Salisburgo |

## Finale
| Squadra 1     | Risultato | Squadra 2 |
| ------------- | --------- | --------- |
| 5 giugno 1995 |           |           |
| Rapid Vienna  | 1 - 0     | Leoben    |